# Tol Sirion

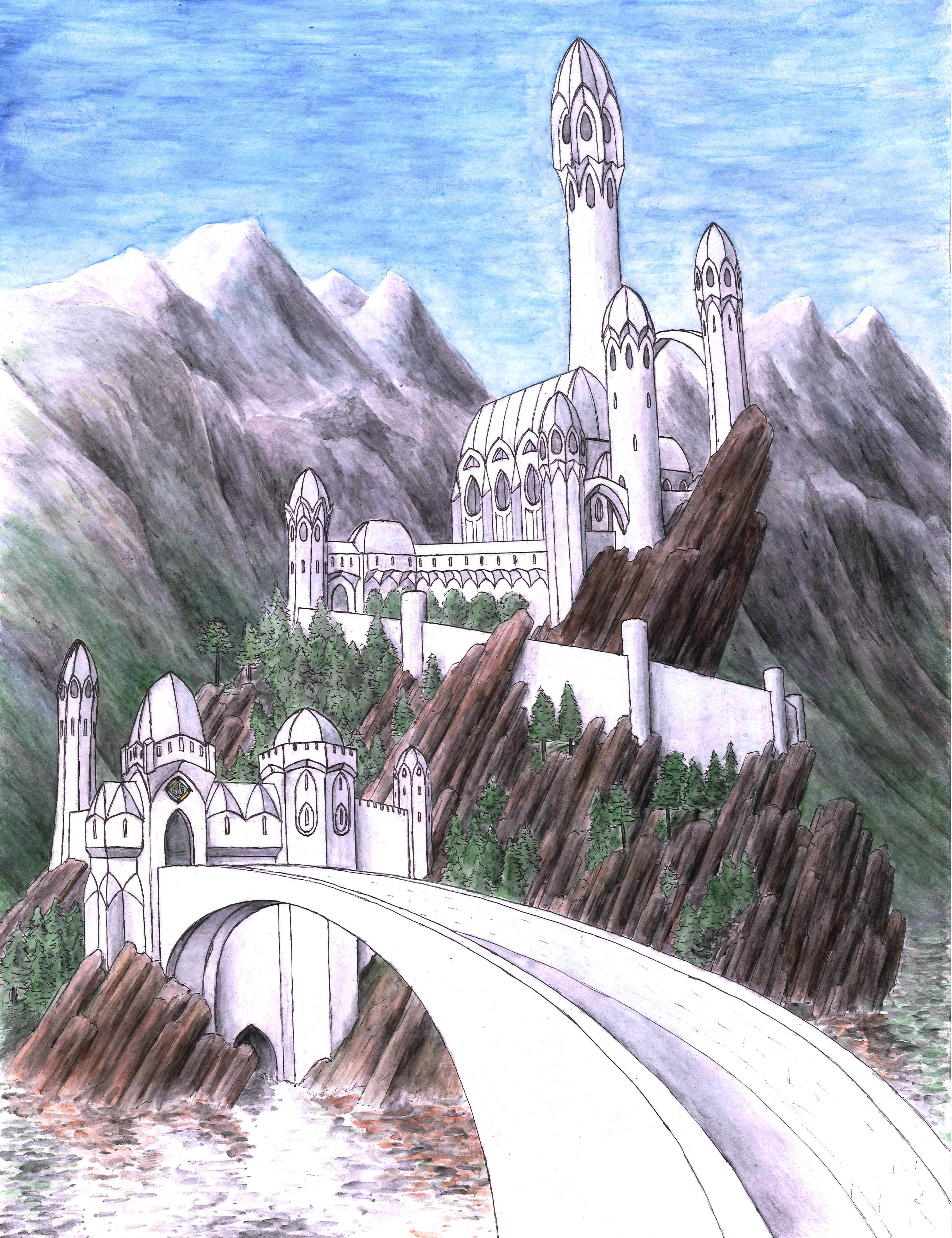
Tol Sirion.

En el libro El Silmarillion, Tol Sirion es una isla que se forma cuando el río Sirion se abre en dos brazos en el paso del Sirion, ubicado entre Ered Wethrin y las Montañas Circundantes. Fue allí donde el noldo Finrod Felagund construyó la fortaleza de Minas Tirith para proteger el paso contra las fuerzas de Morgoth.
Ese dominio Noldor permaneció seguro hasta el año 457 P. E. (dos años después de la Dagor Bragollach) cuando Sauron se apoderó de ella con un enorme ejército de licántropos. Durante toda la década siguiente, la isla recibió el nombre de Tol-in-Gaurhoth, «La isla de los Licántropos». 
En sus mazmorras fueron encerrados Finrod y Beren, hasta la llegada de Lúthien y Huan. En la lucha que se desarrolló para liberar a ambos, Huan mató al primer lugarteniente de Sauron, Draugluin, el Señor de los licántropos, y venció al mismo Sauron, que había cambiado su forma a la de hombre lobo, lamentablemente, Finrod fue muerto por Sauron. Tras la victoria de Huan, los poderes malignos huyeron de la isla, que volvió a llamarse Tol Sirion. Finrod fue enterrado en ella, y la isla siguió siendo verde y tranquila hasta el final de la Edad y la destrucción de Beleriand. 

## Minas Tirith

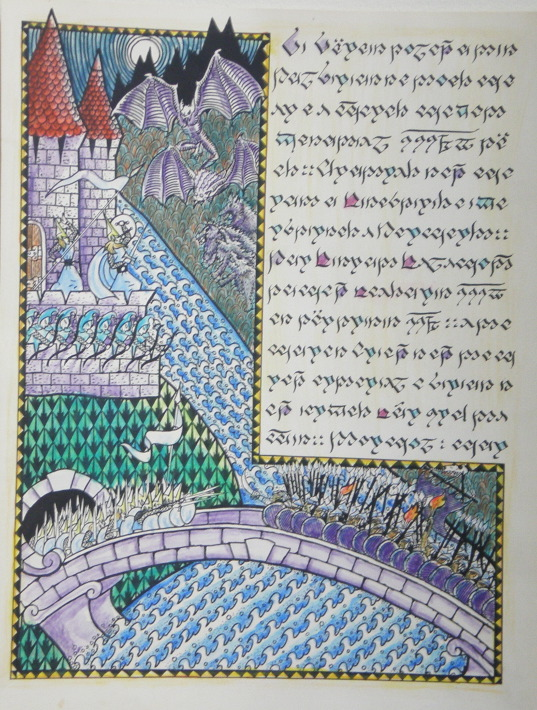
Orodreth defiende Tol Sirion de Sauron y sus licántropos durante la Dagor Bragollach.

Minas Tirith cuyo nombre en sindarin puede traducirse como «Torre de la Vigilancia», es la fortaleza edificada por Finrod Felagund en Tol Sirion, con la función de controlar el Paso del Sirion ya que este era frecuentemente usado por Los Orcos de Melkor para atacar Beleriand. Junto con Barad Eithel, más al norte, constituían un importante y estratégico sistema de control y vigilancia para defender Beleriand. 
Cuando Finrod construyó Nargothrond dejó la fortaleza a manos de su hermano Orodreth. Tras la Dagor Bragollach la fortaleza y toda la isla cayó en manos de Sauron, que le permitió dominar desde allí casi toda Beleriand occidental.
Tras la derrota de Sauron por Huan, el perro de los Valar, Minas Tirith fue destruida por los poderes de Lúthien Tinúviel, quien «entonó un canto de Poder e hizo derrumbar los cimientos de la Torre».
- Datos: Q19414239